# 1st King’s Dragoon Guards

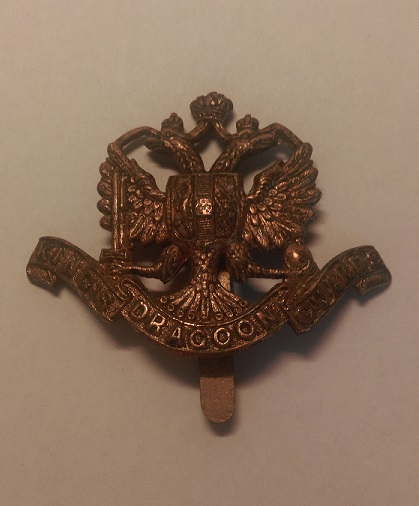
Mützenabzeichen der 1st Royal Dragoons

Die 1st King’s Dragoon Guards waren ein Kavallerieregiment der britischen Armee, das von 1685 bis 1959 bestand.

## Geschichte

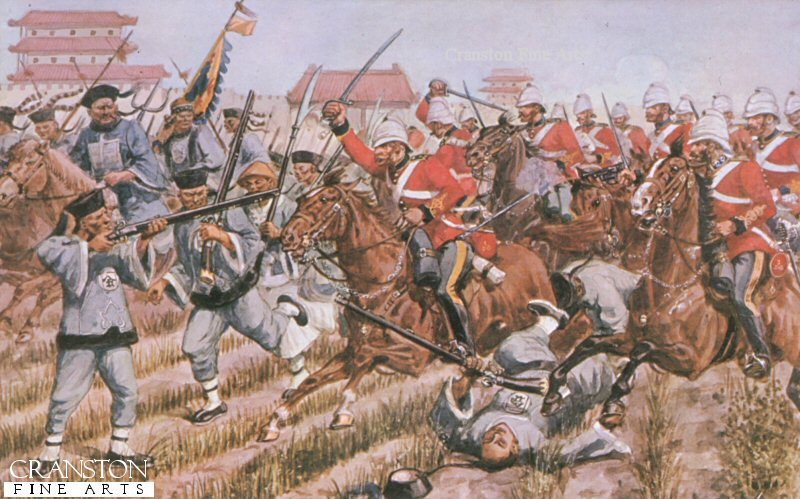
Die 1st King’s Dragoon Guards im Zweiten Opiumkrieg, 1860

Das Regiment wurde am 6. Juni 1685 als Reaktion auf die Monmouth Rebellion von Sir John Lanier († 1692) gegründet und in London aufgestellt. Es war damals nach den Royal Horse Guards das zweitrangältestes englische Kavallerieregiment und erhielt zu Ehren der Gattin von Jakob II., Maria von Modena, den Namen 2nd Queen’s Regiment of Horse. 1714 wurde das Regiment zu Ehren von König Georg I. zu The King’s Own Regiment of Horse umbenannt.
Parallel wurde das Regiment bis 1751 nach seinem jeweiligen Colonel genannt und hieß entsprechend unter Sir John Lanier Lanier’s Regiment of Horse, unter dessen Nachfolger Henry Lumley Lumley’s Regiment of Horse, unter dessen Nachfolger Rich Ingram, 5. Viscount of Irvine Ingram’s Regiment of Horse oder Lord Irvine’s Regiment of Horse usw. 1751 wurden die Regimenter der Britischen Armee nach ihrem protokollarischen Rang durchnummeriert und dieses Regiment erhielt den Namen 1st (The King’s) Dragoon Guards. Dabei wurde das Regiment auch von Schwerer Kavallerie (Regiment of Horse) zu Dragonern (Regiment of Dragoon Guards) umklassifiert, um den Sold kürzen zu können, ohne dass das Regiment dadurch zur Garde gezählt wurde. 1921 wurde das Regiment offiziell zu 1st King’s Dragoon Guards umbenannt. 1937 wurde das Regiment mechanisiert, das heißt mit leichten Panzern ausgerüstet und im April 1939 dem Royal Armoured Corps zugeteilt.
Am 1. Januar 1959 wurde das Regiment mit dem Regiment der The Queen’s Bays (2nd Dragoon Guards) zu den 1st The Queen’s Dragoon Guards verschmolzen. Die 1st The Queen’s Dragoon Guards führen die Tradition der beiden Regimenter weiter.

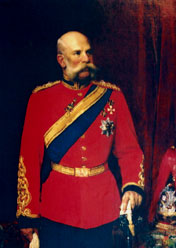
Kaiser Franz Joseph I. in der Uniform der 1st King’s Dragoon Guards

## Colonels-in-Chief
Colonel-in-Chief des Regiments waren:
- 1896–1914: Kaiser Franz Joseph I.

## Regimental Colonels
Colonel of the Regiment waren:
- 1685–1692: Lieutenant-General Sir John Lanier
- 1692–1717: General Henry Lumley
- 1717–1721: Colonel Rich Ingram, 5. Viscount of Irvine
- 1721–1733: Field Marshal Richard Temple, 1. Viscount Cobham
- 1733–1742: Lieutenant-General Henry Herbert, 9. Earl of Pembroke
- 1743–1752: General Sir Philip Honywood
- 1752–1763: Lieutenant-General Humphrey Bland
- 1763–1779: General John Mostyn
- 1779–1796: Field Marshal Sir George Howard
- 1796–1810: General Sir William Augustus Pitt
- 1810–1813: General Francis Augustus Eliott, 2. Baron Heathfield
- 1813–1820: General Sir David Dundas
- 1820–1821: General Francis Edward Gwyn
- 1821–1827: General William Cartwright
- 1827–1840: General Sir Henry Fane
- 1840–1851: General Hon. Sir William Lumley
- 1851–1859: General Charles Cathcart, 2. Earl Cathcart
- 1859–1868: General Sir Thomas William Brotherton
- 1868–1872: General Sir James Jackson
- 1872–1886: General Henry Aitchison Hankey
- 1886–1908: Lieutenant-General Sir James Robert Steadman Sayer
- 1908–1926: Major-General William Vesey Brownlow
- 1926–1940: Lieutenant-General Sir Charles James Briggs
- 1940–1945: Brigadier-General Alexander Hore-Ruthven, 1. Earl of Gowrie
- 1945–1953: Brigadier Sidney Howes
- 1953–1959: Brigadier John Gerard Edward Tiarks

## Battle Honours
Dem Regiment wurden folgende Battle Honours verliehen (englische Originalbezeichnungen):
- Blenheim
- Ramillies
- Oudenarde
- Malplaquet
- Dettingen
- Warburg
- Beaumont
- Waterloo
- Sevastopol
- Taku Forts
- Pekin 1860
- South Africa 1879
- South Africa 1901–02
- Somme 1916
- Morval
- France and Flanders 1914–17
- Afghanistan 1919
- Beda Fomm
- Defence of Tobruk
- Tobruk 1941
- Tobruk Sortie
- Relief of Tobruk
- Gazala
- Bir Hacheim
- Defence of Alamein Line
- Alam el Halfa
- El Agheila
- Advance on Tripoli
- Tebaga Gap
- Point 201 (Roman Wall)
- El Hamma
- Akarit
- Tunis
- North Africa 1941–43
- Capture of Naples
- Scafati Bridge
- Monte Camino
- Garigliano Crossing
- Capture of Perugia
- Arezzo
- Gothic Line
- Italy 1943–44
- Athens
- Greece 1944–45